# Pasieka (SIMC 0315608)
Pasieka – część wsi Czernichów w Polsce, położona w województwie małopolskim, w powiecie krakowskim, w gminie Czernichów.
W latach 1975–1998 Pasieka należała administracyjnie do województwa krakowskiego.